# Tekoča goriva
Tekoča goriva so gorljive ali energijsko generirane molekule, ki jih lahko izkoristimo za ustvarjanje mehanske energije, ki posledično ustvari kinetično energijo. Večina tekočih goriv v razširjeni uporabi je pridobljena iz fosilnih goriv; kljub temu pa je večina tipov goriva, kot na primer vodikovo gorivo (za uporabo v avtomobilski industriji), definiranih kot tekoča goriva. V tekočih gorivih so vnetljivi hlapi tekočih goriv in ne tekočina.
Ta članek obravnava predvsem koncept tekočih goriv v povezavi s kopenskim transportom.

## Nafta
Večina tekočih goriv, ki so danes v uporabi, je proizvedenih iz nafte. Najbolj pogost od teh je bencin. Nafta je oblikovana iz fosiliziranih ostankov mrtvih rastlin in živali, ki so izpostavljeni vročini in pritisku v zemeljski skorji.

### Bencin
Bencin je narejen iz ogljikovodikovih molekul, ki tvorijo alifatsko spojino ti. verigo ogljikov s pritrjenimi vodikovimi atomi. Kljub temu, da bencin vsebuje veliko aromatičnih sestavin npr. (ogljikove verige, ki tvorijo prstane), katere povzročajo tveganja za zdravje povezana s podaljšano izpostavljenostjo z gorivom, je še vedno najpogosteje uporabljeno gorivo.
Bencin pridobivamo z destilacijo surove nafte in sicer z ločevanjem v rafinerijah. Surova nafta je pridobljena iz zemlje v več procesih, najbolj pogost je proces črpanja s črpalko. Da pridobimo bencin, moramo najprej nafto izločiti iz surove nafte.
Bencin sam po sebi ni gorljiv, gorljivi so hlapi, ki jih ustvari. Ti hlapi se vžgejo in povzročijo izhlapevanje preostale tekočine. Bencin je zelo vnetljiv in zelo lahko zagori, zaradi česar je vsako uhajanje bencina izjemno nevarno. Bencin, ki je naprodaj v večini držav ima neko oktansko vrednost. Oktan je mera odpornosti bencina. Višja kot je oktanska vrednost, težje je gorivo vžgati, kar omogoča višjo kompresijsko vrednost. Motorji, ki imajo višjo kompresijsko vrednost, pa proizvedejo več moči (npr. motorji dirkalnih vozil).

### Dizel
Dizel je podoben bencinu v tem, da je kot bencin, mešanica alifatskih ogljikovodikov pridobljenih iz nafte. Cena dizla močno variira v primerjavi z bencinom, vendar v glavnem stane manj, saj je ekstrakcijski proces s katerim pridobimo dizel iz nafte enostavnejši, kot proces pridobivanja bencina. Veliko držav (še posebno evropske države in Kanada) ima tudi manjši davek na dizelska goriva. Po destilaciji je dizelska frakcija normalno procesirana; namen tega je zmanjšanje vrednosti žvepla v gorivu. Žveplo povzroča korozijo v in na vozilih, prav tako pa žveplo povzroča tudi kisli dež in višje emisije, saj ga najdemo predvsem v izpušnih plinih. V Evropi, so po zakonu zahtevane nižje ravni žvepla kot npr. v ZDA. Kljub temu pa bo nedavna zakonodaja ZDA zmanjšala maksimalno vsebnost žvepla v dizlu s 3,000 ppm na 500 ppm do leta 2007 in kasneje na 15 ppm do leta 2010. Podobne spremembe so v teku tudi v Kanadi, Avstraliji, Novi Zelandiji in številnih Azijskih državah.
Dizelski motor je tip motorja z notranjim zgorevanjem. Do vžiga goriva pride tako, da motor stisne zrak, pri čemer pride do dviga temperature, kar povzroči brizganje goriva in posledično pride do vžiga.

### Kerozin
Kerozin, poznan tudi pod imenom parafin, so včasih uporabljali v petrolejkah kot alternativo kitovemu olju. Dandanes se kerozin najpogosteje uporablja, kot gorivo za reaktivne motorje (npr. Avtur, Jet A...). Ena od oblik kerozinskega goriva, imenovana RP-1, je gorljiva z tekočim kisikom. To vrsto goriva se uporablja za raketno gorivo. 
Kerozin pa niso uporabljali samo v petrolejkah. V sredini 20. stoletja, se je kerozin večinoma uporabljal kot poceni gorivo za traktorje. Motor je pričel delovati s pomočjo bencina, potem ko se je motor ogrel, pa je preklopil na kerozin (kot vir goriva). To se je zgodilo s pomočjo "toplotnega ventila" na kolektorju, ki je preusmeril izpušne pline okoli sesalne cevi, pri čemer se je kerozin segrel do te točke, da se je lahko vžgal s pomočjo električne iskre.

## Nenaftna fosilna goriva
V primeru da nafta ni lahko dobavljiva, lahko uporabimo kemijski proces kot je npr. proces Fischer-Tropsch, pri katerem proizvedemo tekoča goriva iz premoga in/ali zemeljskega plina.

## Biodizel
Biodizel je zelo podoben dizlu. Kljub temu pa obstaja nekaj razlik med dizlom in biodizlom, kot so: biodizel ima višjo cetansko število kot navaden dizel (45 - 60 v primerjavi z dizlom iz surove nafte 45 - 50), prav tako biodizel deluje kot čistilno sredstvo, ki pomaga odstraniti umazanijo in usedline. Pojavile so se trditve, da biodizel postane ekonomsko ugoden ko se cene sodčka surove nafte dvignejo nad ceno $80 (oz. 60€) na sodček surove nafte. Ta cena je seveda odvisna od kraja, gospodarskih razmer, vladne naravnanosti o biodizlu in mnogo drugih dejavnikov. Bilo je že dokazano, da je biodizel v določenih državah na voljo po precej nižjih cenah. Prav tako pa biodizel proizvede približno 10 % manj energije kot običajen dizel. 

## Zgodovinski razvoj
Idejo o uporabi rastlinskega olja kot gorivo za dizelske agregate, je prvič poskušal realizirati nemški inženir Rudolf Dizel, daljnega leta 1895. Pet let kasneje je na svetovni razstavi v Parizu predstavil dizelski agregat, ki je za pogon uporabljal kikirikijevo olje, a je njegova zamisel propadla zaradi prodora dizelskega olja.
Do naftne kriza l. 1973 je bilo ekonomsko nesprejemljivo uporabljati motor na karkoli drugega kot fosilna goriva. Tistega leta se je cena surove nafte povečala, kar je bila spodbuda za raziskave na področju alternativnih goriv. Po času prve velike naftne krize, so znanstveniki odkrili, da lahko s preprosto kemijsko reakcijo spremenijo rastlinskemu olju viskoznost, kar je bil en izmed ključnih faktorjev. Dobljeni produkt so, na osnovi podobnih lastnosti z dizelskim gorivom iz nafte, poimenovali “biodizel”.
Nato je leta 1983 v Avstriji, Dr. Mittelbach razvil proces uporabe starega jedilnega olja v biodizel. Leta 2000, ko je cena surove nafte znova narasla, so bio goriva spet postala aktualna. K razvoju bio goriv so veliko pripomogle tudi subvencije, ki so poskrbele, da danes proizvodnja in uporaba biodizla skokovito narašča.

## Proizvodnja
Biodizel je mogoče pridobivati iz odpadnih rastlinskih (4000 vrst), živalskih maščob ali industrijske masti. V Evropi so te rastline predvsem sončnice, konoplja, buče in oljna ogrščica. Za Slovenijo je najobetavnejša rastlina za pridobivanje surovega olja oljna ogrščica. 
Rabljeno rastlinsko olje oz. živalske maščobe je treba najprej ločiti od vode in nato prefiltrirati, da se odstranijo trdni delci kot so npr. (drobtine, razni ostanki ipd. ). Nato se lahko prične proces z alkalijo, ki odstranjuje proste maščobne kisline. K temu nato primešajo alkohol (večinoma metanol) in katalizator (največkrat natrijev hidroksid). Trigliceridi iz olj reagirajo z alkoholom, kar povzroči nastanek estera oz. biodizla in glicerina, ki pa se ločita drug od drugega. Glicerin je stranski produkt, ki se uporablja v farmaciji ter v kozmetični industriji. Biodizel je torej proizvod kemijske reakcije, imenovane transestrifikacija, ki pomeni pretvorbo enega tipa estra v drug tip estra.

## Dobre lastnosti Biodizla
- velika vsebnost kisika → v primerjavi z mineralnim dizelskim gorivom povzroča manj sajavosti izpušnih plinov, manjše emisije CO2 in CO,
- emisij SO2, ki so glavni razlog za kisli dež ni,
- biološko razgradljiv ( okoli 90% v prvih treh tednih),
- relativno visoko vrelišče (150 °C) → manj hlapljiv in varnejši za manipulacijo,
- boljše mazalne sposobnosti, kar podaljšuje življenjsko dobo motorja,
- višjo cetansko število daje gorivu dobre zgorevalne sposobnosti,
- zanimivo je razmerje med energijo, ki je prisotna v gorivu in energijo, ki jo porabimo za pridobivanje goriva v višini 2,5 ali celo 3 → najvišje razmerje med alternativnimi ter tudi fosilnimi gorivi.

| Kategorije                  | Dizel | Biodizel |
| --------------------------- | ----- | -------- |
| Viskoznost (ºC)             | 2,98  | 5,65     |
| Gostota (g/cm²)             | 0,849 | 0,88     |
| Temperatura tališča (ºC)    | -16   | -8       |
| Temperatura bistrosti (ºC)  | -12   | 0        |
| Temperatura vžiga (ºC)      | 74    | 179      |
| Energetska vrednost (MJ/kg) | 42,9  | 37,77    |
| Vsebnost dušika (ppm)       | 0     | 6        |
| Vsebnost žvepla (%)         | 0,36  | 0,012    |
| Vsebnost kisika (%)         | 0,33  | 9,22     |
| Temperatura vrelišča (ºC)   | 191   | 347      |

## Slabe lastnosti Biodizla
- višja vsebnosti dušika → vodi do emisij NOx,
- hladno vreme, za kar je vzrok višja temperature tališča,
- najnižja temepratura pri kateri je gorivo še uporabno je -150C pri dizlu in -80C pri biodizlu,
- agresivno delovanje estrov na posamezne dele motorja (tesnila,cevi, zamašitev filtra za gorivo)
- biodizel ne sme biti izpostavljen visokim temperaturam,
- najdaljši priporočeni rok shranjevanja biodizla je šest mesecev, po tem roku je potrebna ponovna kontrola,
- negativne posledice v zemlji in njeni okolici (podtalnici).

## Biodizel v Sloveniji
Slovenija je biodizel začela proizvajati leta 2005. Proizvodnja je znašala okrog 8000-9000 ton, ki pa se skoraj v celoti izvaža. Takrat sta biodizel proizvajala dva večja proizvajalca Pinus in Intercorn ter nekaj majhnih proizvajalcev. Glavni problemi pri proizvodnji biodizla v Sloveniji so: 
- predpisana letna kavcija pridelovalcev oljne ogrščice je 250 EUR/ha
- nestimulativna trošarinska politika
- omejene produkcijske površine za pridelavo oljne ogrščice

Zanimiv izračun:
Leta 2010 je bilo v Sloveniji registriranih 1,061.646 osebnih avtomobilov. Če vemo, da en osebni avtomobil prevozi povprečno 15.000 km/leto, njegova poraba pa je v povprečju 8 litrov/100 km, potem lahko izračunamo, da ta avto porabi 1200 litrov oz. 1 dobro tono goriva na leto. Predpostavimo, da želimo osebne avtomobile oskrbovati z biodizlom, pridelanim na slovenskem trgu iz oljne ogrščice, pridobljene ne slovenskih njivskih površinah. Na enem hektarju lahko pridelamo eno tono biodizla. Slovenija pa ima na razpolago 174.709 ha njivskih površin, kar predstavlja 174.709 ton biodizla, s katerim bi lahko oskrbeli tudi toliko osebnih avtomobilov. V tem primeru bi to pomenilo, da bi v Sloveniji brez goriva ostalo 886.937 avtomobilov. Slovenija torej ne more preskrbeti vseh osebnih vozil z biodizlom, ki bi ga pridelali na domačih tleh.
Kar napoveduje prihodnost v smeri alternativnih goriv je poraba biodizla, ki se v Sloveniji iz leta v leto povečuje. Tako je leta 2006 količina biodizla v dizelskih gorivih 18.340 ton, v letu 2010 pa že 36.200 ton, kar je vseeno zelo malo glede na  letno porabo dizelskih goriv, ki je okrog 630.000 ton.
Biodizel, kot pogonsko gorivo uporabljamo, kot čisti (100%) biodizel ali v mešanici z običajnim dizlom. Ločimo 2 tipa:
B5 → do 5% biodizla v dizlu
B30 → 20% do 30% biodizla v dizlu ( potrebna je odobritev proizvajalca motorja )

## Alkohol
V glavnem se izraz alkohol nanaša na etanol, prvo organsko spojino ki jo je odkril človek, vendar pa je vsak alkohol lahko uporabljen kot gorivo. Etanol in metanol sta najpogosteje uporabljena alkohola, saj sta dovolj poceni in zato toliko bolj koristna.

### Metanol
Metanol je najlažji in najenostavnejši alkohol, proizvajamo ga iz zemeljskega plina oz. natančneje iz sestavine zemeljskega plina - metana. Njegova uporaba je omejena zaradi njegove toksičnosti (podobno kot bencin). Goriva na osnovi metanola se najpogosteje uporabljajo v dirkalnih avtomobilih in v modelarstvu, prav tako pa se majhne količine metanola uporablja tudi zato da se dvigne/izboljša oktansko vrednost bencina.
Metanol je poznan tudi pod drugimi imeni: metilni alkohol, metil-hidrat in lesni alkohol. Ime lesni alkohol je dobil zato, ker so ga včasih pridelovali z destilacijo lesa.

### Etanol
Etanol, poznan tudi pod imenom žitni alkohol ali etilni alkohol, je najpogosteje uporabljen v alkoholnih pijačah. Kljub temu, pa ga lahko uporabljamo tudi kot gorivo (najpogosteje se uporablja v kombinaciji z bencinom). V večini primerov je uporabljen v razmerju 9:1 (bencin:etanol) z namenom da zmanjša negativne vplive bencina na okolje.
Obstaja povišan interes v uporabo mešanice 85 % etanola zmešanega z 15% bencina. Tako pridobljeno gorivo se imenuje E 85 in ima višjo oktansko vrednost kot večina prvovrstnih tipov bencina. Ko ga uporabimo v vozilih s kombiniranim gorivom, nam prinese večjo zmogljivost, kot bencin ki ga nadomešča.
Etanol za uporabo v bencinu in v industrijske namene, lahko uvrstimo tudi med fosilna goriva, saj je sintetiziran iz naftnega proizvoda etilena. Etilen lahko pridobimo s cenejšim postopkom kot s fermentacija žit ali fermentacijo sladkornega trsa iz katerega se pridobiva etanol.

### Butanol
Butanol je alkohol, ki ga lahko uporabimo kot gorivo v večini bencinskih motorjev z notranjim zgorevanjem brez dodatnih predelav motorja. Gre za produkt fermentacije biomase bakterije Clostridium acetobutylicum (poznano tudi pod imenom  Weizmann-ov organizem. Ta proces je prvi zasnoval Chaim Weizmann leta 1916 z namenom, da bi lahko proizvajal aceton iz škroba s pomočjo katerega bi kasneje lahko ustvaril t. i. Kordit, brezdimni smodnik.
Prednosti butanola so: njegova visoka oktanska vrednost (preko 100) in visoka energijska vrednost (ki je samo 10% nižja od bencina, približno 50% bolj energijsko-gostejša kot etanol in kar 100% energijsko-gostejša kot metanol). Edine večje slabosti butanola pa so: njegovo visoko plamenišče (95 °F ali 35 °C), toksičnost (opomba: čeprav obstajajo neke toksične stopnje pa le te niso natančno potrjene), in pa dejstvo da fermentacijski proces za obnovljeni butanol oddaja neprijeten vonj. Weizmann-ov organizem lahko tolerira samo stopnje butanola do okoli 2%, v primerjavi z 14% etanola in kvasa. Pridelava butanola iz nafte sicer ne proizvede nobenega neprijetnega vonja, vendar pa omejene zaloge nafte in vpliv uporabe nafte na okolje porazita namen alternativnih goriv. Cena butanola je približno $0.57-$0.58 na funt ($1250–$1320 na tono ali približno $4 na ameriško galono). Butanol je veliko dražji od etanola(približno $1.50 na galono) in metanola.
20. junija 2006, sta DuPont in BP razglasila, da sta prenovila obstoječo tovarno etanola. Prenovljena tovarna  bo zmožna pridelati 9 milijonov galon butanola letno-iz sladkorne pese. S tem se bo zmanjšala cenovna razlika med butanolom in etanolom.

## Vodik
Tekoči vodik je tekoče stanje kemijskega elementa vodika. To je pogosto tekoče gorivo. Uporablja se za raketni pogon, prav tako pa ga lahko uporabljamo tudi kot gorivo za motorje z notranjim zgorevanjem ali kot gorivno celico . Vodik je prvič utekočinil James Dewar leta 1898.

## Lastnosti tekočih goriv
Tekoča goriva so preprosta za transport in lahko z njimi ravnamo relativno enostavno. Prav tako jih relativno lahko uporabljamo v vseh inženirskih aplikacijah in v domači uporabi. Tekoča goriva so najbolj popularno uporabljena v motorjih z notranjim zgorevanjem. 
Nekatere izmed pomembnih lastnosti tekočih goriv so plamenišče, vnetišče ...